# Chirosia asperistilata
Chirosia asperistilata är en tvåvingeart som beskrevs av Masayoshi Suwa 1974. Chirosia asperistilata ingår i släktet Chirosia och familjen blomsterflugor. Inga underarter finns listade i Catalogue of Life.